# 久洛伊
久洛伊，是匈牙利托尔瑙州所辖的一个村。总面积70.82平方公里，总人口991，人口密度14.0人/平方公里（2011年1月1日）。